# 病毒结构蛋白
病毒结构蛋白（缩写 VSP）是指参与成熟病毒组成的病毒蛋白，作为架构，可赋予流动的生物成分刚性和硬度。
是两大类病毒基因组编码的蛋白之一，与另一大类病毒非结构蛋白则不参与病毒的组装。

## 例子
- 冠状病毒刺突蛋白（S蛋白）
- 乙型肝炎表面抗原（HBsAg）
- 乙型肝炎e抗原（HBeAg）
- 流感血凝素（HA）